# La Paloma (Durazno)
La Paloma è un comune dell'Uruguay, situato nel Dipartimento di Durazno.